# Drive Slow
«Drive Slow» — пісня американського репера Каньє Веста за участю Paul Wall і GLC, випущена 6 червня 2006 року як п'ятий і останній сингл з альбому Каньє Веста Late Registration. Вона також увійшла до дебютного альбому Пола Волла, The Peoples Champ. 
Піспя містить елементи джазу. У ній є семпл кавер-версії пісні «Wildflower» Хенка Кроуфорда. Текст пісні використовує автомобільну культуру як метафору, яка обговорює стрімкий спосіб життя людей, а також попереджає про певні небезпеки.
«Drive Slow» отримав загальне визнання музичних критиків, часто хвалили за його ліричний зміст. Деякі рецензенти скеровували похвали саме в бік продакшну. Джош Тирангіел з журналу Time назвав цю пісню однією з найкращих у альбомі.
1 вересня 2021 року «Drive Slow» отримав золотий сертифікат Асоціації звукозаписної індустрії Америки (RIAA) за продаж 500 000 сертифікованих одиниць у США.

## Музичне відео
Прем'єра музичного кліпу відублася на  MTV, однак офіційного релізу відео не було. У музичному відео є епізодичні ролі Пола Уолла та Т.І. У відео показано автомобілі під час пуху в неоновому освітленні Лас-Вегаса.  

## Ремікс
У реміксі «Drive Slow» взяв участь репер T.I... Для подальшого просування реміксу пісня була виконана наживо на літньому фестивалі Power 106 Powerhouse 2006. Для виконання T.I. прибув у стилі, що нагадує backpacker-епоху початку 1990-х, одягнений у одяг Ralph Lauren і шкіряний рюкзак.

## Список композицій
US 12" вініл
Сторона А
1. «We Major» (Clean)
2. «We Major» (Dirty)
3. «We Major» (Instrumental)

Сторона B
1. «Drive Slow» (Clean)
2. «Drive Slow» (Dirty)
3. «Drive Slow» (Instrumental)

## Сертифікації
| Регіон                                                      | Сертифікація | Продажі |
| ----------------------------------------------------------- | ------------ | ------- |
| США (RIAA)                                                  | Золотий      | 500 000 |
| продажі+прослуховування, що базуються лише на сертифікаціях |              |         |